# Wertheim (niemieckie przedsiębiorstwo)

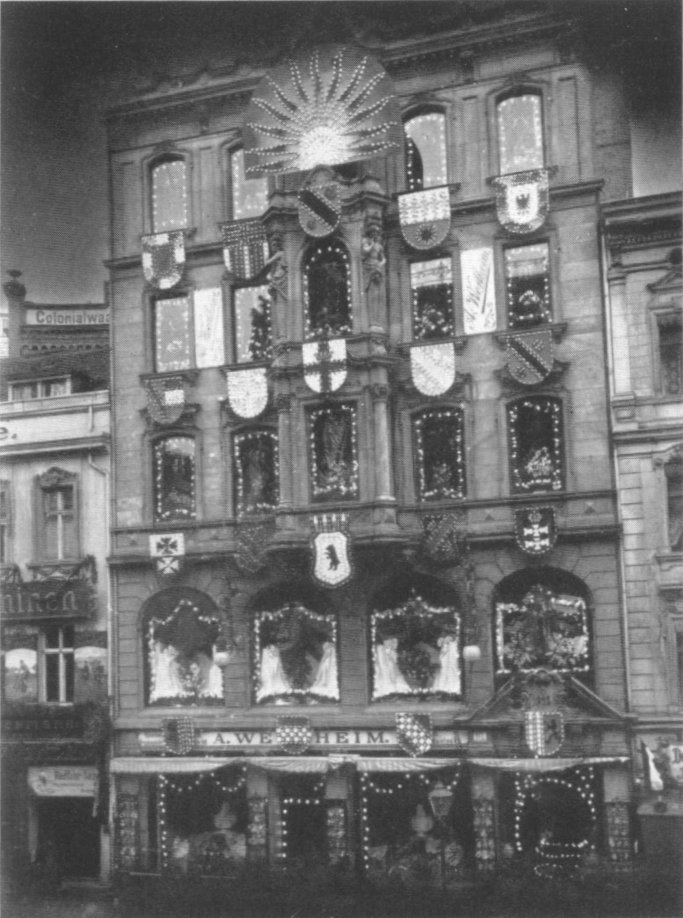
Wertheim przy Oranienstraße w Berlinie, rok 1900

Wertheim AG – niemiecka sieć domów towarowych założona w Stralsundzie w 1852 r.

## Powstanie
W roku 1852 bracia Wertheim założyli „Manufaktur & Modewarengeschäft der Gebrüder Abraham und Theodor Wertheim”. W 1875 r. Abraham Wertheim założył sklep pasmanteryjny w Stralsundzie, a w 1884 r. filię w Rostocku. Rok później jego synowie Georg, Franz, Wilhelm i Wolf założyli manufakturę w Berlinie, zaś w 1894 otwarli pierwszy dom towarowy z wystawionymi towarami i stałymi cenami przy Rosenthaler Straße 27. W 1897 zbudowano znacznie większy dom towarowy Wertheim w Berlinie, zaprojektowany przez Alfreda Messela, który zapoczątkował wielokrotnie rozbudowywany słynny kompleks przy Leipziger Straße, który swego czasu był, osiągnąwszy powierzchnię handlową 106 000 m², największym domem towarowym Europy.

## Okres nazizmu
W 1934 r. naziści zdecydowali o konfiskacie mienia żydowskiego. Wówczas Georg Wertheim przekazał cały majątek firmy swej żonie Ursuli, niebędącej Żydówką, jednak w 1935 r. firma została zaliczona do „czysto żydowskich” i w 1937 znacjonalizowana. Domy towarowe Wertheim, w tym najnowszy przy ul. Świdnickiej we Wrocławiu, przeszły na własność spółki Allgemeine Warenhaus Gesellschaft AG.

## Lata powojenne

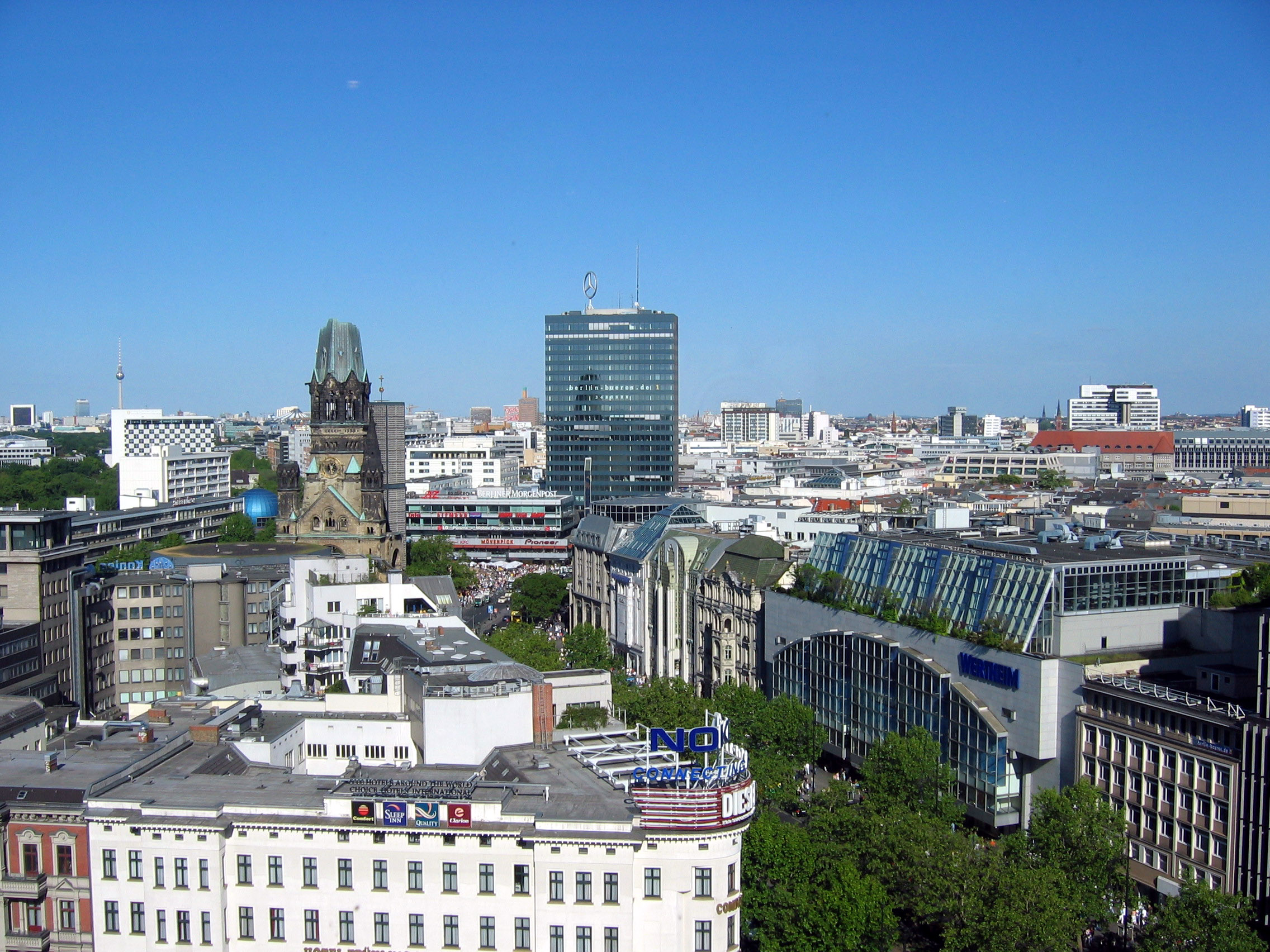
Po prawej dom towarowy Wertheim w 2003 roku, Berlin

Po II wojnie światowej firma odzyskała jedynie dom towarowy mieszczący się przy Moritzplatz w Berlinie Zachodnim, pozostałe znalazły się w strefie radzieckiej, a wrocławski dom towarowy w Polsce. W 1952 r. otwarto dom towarowy przy Wilmersdorfer Straße (obecnie Karstadt), w tym samym roku przy Schloßstraße i w 1971 r. przy Kurfürstendamm.
W połowie lat 80. koncern został przejęty przez Hertie, ten zaś w 1994 r. przez Karstadt. Do 2009 r. w Berlinie istniały dwa domy towarowe działające pod marką Wertheim.

## Domy towarowe
- Stralsund (1875 – sklep)
- Rostock (1881 – sklep)

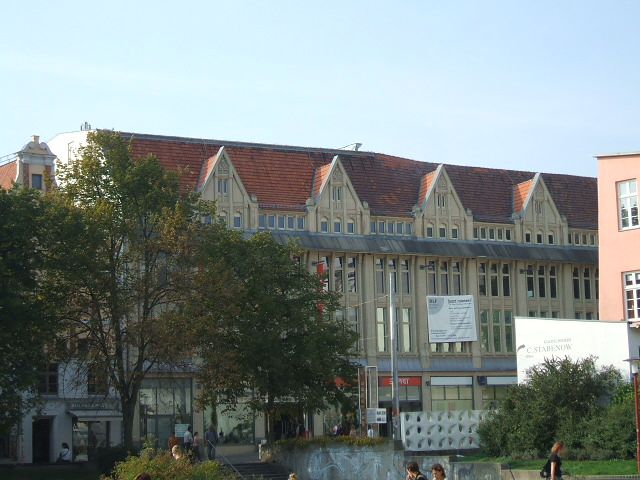
Dawny Wertheim w Stralsundzie

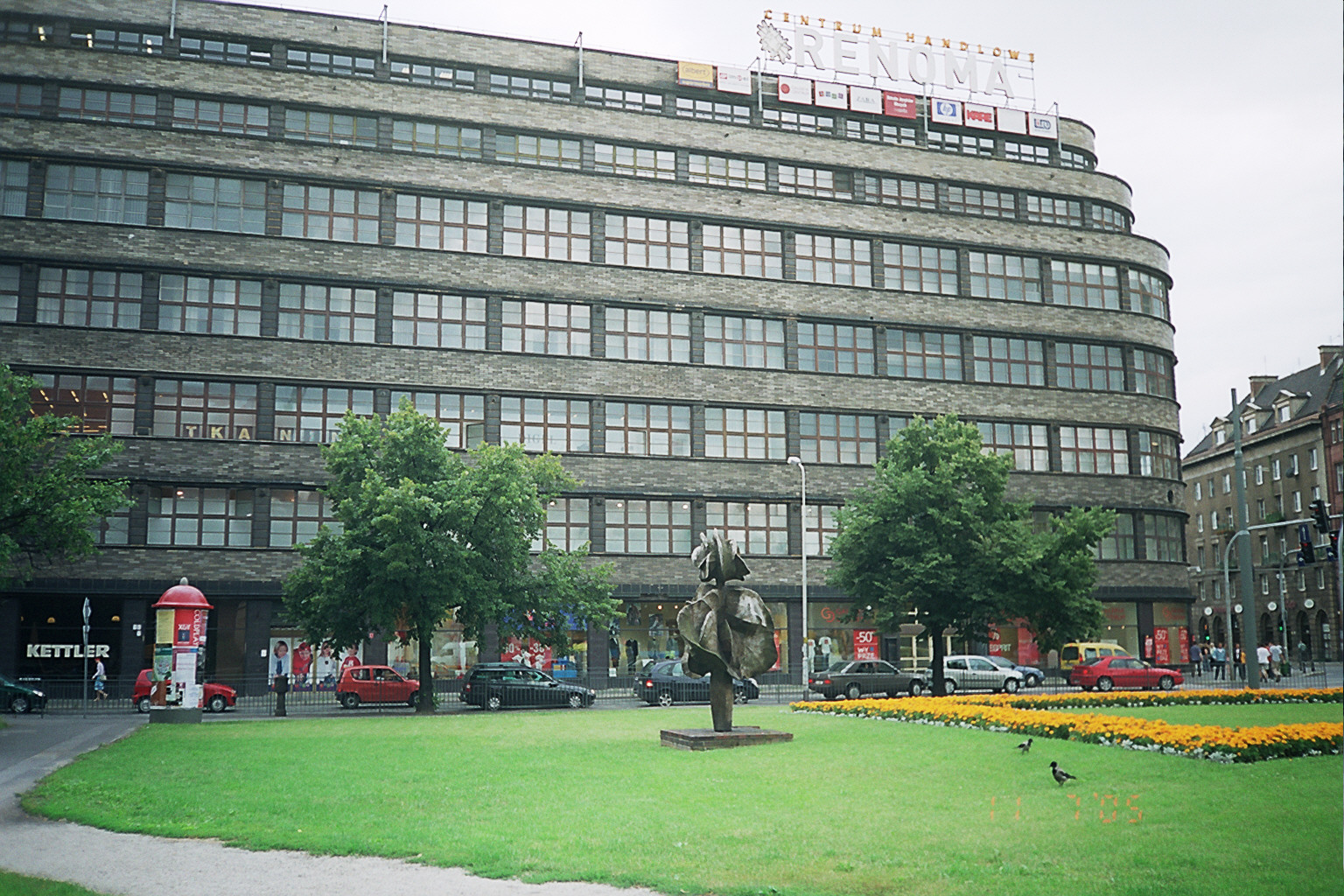
Dawny Wertheim we Wrocławiu

- Berlin, Rosenthaler Straße (1885, zastąpiony nowym w 1903)[1]
- Berlin, Oranienstraße (1894)[2]
- Berlin, Leipziger Straße(inne języki)[3]
- Berlin, Columbushaus(inne języki) przy placu Poczdamskim (1945-1948)
- Berlin, Moritzplatz (1913-1945)
- Berlin, Königstraße (1911-1945)
- Berlin, Schloßstraße(inne języki) (nowo zbudowany, od 1952)
- Berlin, Kurfürstendamm (nowo zbudowany, od 1970)
- Bochum (zamknięty w 1986)
- Wrocław (1931-1944)
zobacz: dom towarowy Wertheim we Wrocławiu
- Essen (zamknięty w 1986)
- Essen-Steele(inne języki) (nowo zbudowany, 1972-1979)
- Hanower, Kröpcke-Center (nowo zbudowany, zamknięty w 1980)
- Hannover, Raschplatz (nowo zbudowany, zamknięty w 1979)
- Kaiserslautern, Stiftsplatz (zamknięty)